# Francey Hill
Francey Hill är en kulle i Antarktis. Den ligger i Östantarktis. Australien gör anspråk på området. Toppen på Francey Hill är 1 496 meter över havet, eller 336 meter över den omgivande terrängen. Bredden vid basen är 6,0 km.
Terrängen runt Francey Hill är platt åt sydväst, men åt nordost är den kuperad. Trakten är obefolkad. Det finns inga samhällen i närheten.